# Paweł Jasieński (zm. 1505)
Paweł Jasieński herbu Gozdawa (zm. w 1505 roku) – dworzanin królewski od 1495 roku, starosta grabowiecki w 1501 roku, starosta kampinoski od 1503 roku, starosta chełmski od 1505 roku.
Syn Pawła Jasieńskiego i Katarzyny Oleśnickiej. 